# 伊凡·加拉米安
伊凡·加拉米安（1903年2月5日［儒略曆1月23日］2月5日—1981年4月14日）是一位出生於伊朗的亞美尼亞裔小提琴家、教育者，其教學兼有俄、法兩派之長。

## 生平
加拉米安出生於大不里士，全家在他出生不久後移居莫斯科。幼年的加拉米安在愛樂協會學校（今俄羅斯劇場藝術學院）從Konstantin Mostras學習小提琴（他是莱奥波德·奥尔的學生之一）。15歲時，加拉米安因故遭共黨當局刑求入獄，在莫斯科大剧院的經理居間斡旋下，才被釋放。而後他前往巴黎，向Lucien Capet習琴。1924年則在巴黎初次公開演奏。不過，在種種考慮下，加拉米安最終選擇成為一名教師。
1925–29年間，加拉米安在巴黎的拉賀瑪尼諾夫學院從事教學，他最早的門生就包括了Vida Reynolds以及Paul Makanowitzky等人（詳門生節）。1937年他移居美國，1941年與朱迪斯·詹森（Judith Johnson）成婚。1944年起，加拉米安在柯蒂斯音樂學院教學，1946年成為茱莉亞學院的小提琴部門主任。此後他一直持續著全職的教學活動，直到1981年去世為止。
草山音樂學校由加拉米安所創辦，1944年起固定在暑期舉行，多年來培育了數以千計的小提琴手。在加拉米安逝世後，妻子朱迪斯持續了草山音樂學校的運作與庶務。

## 門生
以下為加拉米安的學生中名聲較廣的部分名單（以姓氏排序）：
- William Barbini（英语：William Barbini）
- Vera Beths（荷兰语：Vera Beths）
- Anker Buch（丹麥語：Anker Buch）
- Robert Canetti（英语：Robert Canetti）
- Stuart Canin（英语：Stuart Canin）
- Jonathan Carney（英语：Jonathan Carney）
- Charles Castleman（英语：Charles Castleman）
- 鄭京和
- 多罗西·迪蕾
- Glenn Dicterow（英语：Glenn Dicterow）
- Philippe Djokic（英语：Philippe Djokic）
- Eugene Fodor（英语：Eugene Fodor (violinist)）
- Miriam Fried（英语：Miriam Fried）
- Erick Friedman（英语：Erick Friedman）
- Joseph Genualdi（英语：Joseph Genualdi）
- Heimo Haitto（英语：Heimo Haitto）
- Daniel Heifetz（英语：Daniel Heifetz）
- Carmel Kaine（英语：Carmel Kaine）
- Kaoru Kakudo（英语：Kaoru Kakudo）
- Dong-Suk Kang（英语：Dong-Suk Kang）
- Martha Strongin Katz（英语：Martha Strongin Katz）
- Ani Kavafian（英语：Ani Kavafian）
- Ida Kavafian（英语：Ida Kavafian）
- Chin Kim（英语：Chin Kim）
- Helen Kwalwasser（英语：Helen Kwalwasser）
- Fredell Lack（英语：Fredell Lack）
- Jaime Laredo（英语：Jaime Laredo）
- Isidor Lateiner（英语：Isidor Lateiner）
- Sergiu Luca（英语：Sergiu Luca）
- Paul Makanowitzky
- Vartan Manoogian（西班牙语：Vartan Manoogian）
- Gil Morgenstern（英语：Gil Morgenstern）
- David Nadien（英语：David Nadien）
- Sally O'Reilly（英语：Sally O'Reilly (violinist)）
- Margaret Pardee（英语：Margaret Pardee）
- 伊扎克·帕尔曼
- 麥可·拉賓
- Vida Reynolds（費城管弦樂團史上第一位女性的第一小提琴成員）
- Gerardo Ribeiro（英语：Gerardo Ribeiro）
- Berl Senofsky（英语：Berl Senofsky）
- Simon Shaheen（英语：Simon Shaheen）
- Simon Standage（英语：Simon Standage）
- Arnold Steinhardt（英语：Arnold Steinhardt）
- Albert Stern（英语：Albert Stern (violinist)）
- Arve Tellefsen（英语：Arve Tellefsen）
- Gwen Thompson（英语：Gwen Thompson）
- Andor Toth（英语：Andor Toth）
- Charles Treger（英语：Charles Treger）
- Donald Weilerstein（英语：Donald Weilerstein）
- 平夏斯·祖克曼

## 作品

### 著作
- Ivan Galamian; Frederick Neumann. . Galaxy Music Corp. 1966.
- Ivan Galamian; Frederick Neumann. . Galaxy Music Corp. 1966.
- Ivan Galamian. . Faber & Faber. 1964.（本書中譯版為张世祥教授譯作）

### 編輯
加拉米安曾為多首著名作品進行編輯，主要集中於Int'l Music Co.旗下，以下是部分的作品：
- 巴赫，A小調協奏曲，1960年
- 巴赫，E大調協奏曲，1960年
- 巴赫，雙小提琴協奏曲，1960年
- 巴赫，無伴奏小提琴組曲，1971年
- 勃拉姆斯，三首小提琴奏鳴曲
- 布魯赫，《蘇格蘭幻想曲》，1975年
- 德弗乍克，小提琴協奏曲，1975年
- 克羅采，42首練習曲，1963年
- 帕格尼尼，24首隨想曲，1973年
- 魏奧當，A小調第5號小提琴協奏曲，1957年
- 維尼奧夫斯基，D小調第2號小提琴協奏曲，1957年

## 獲獎與榮譽
加拉米安是柯蒂斯音樂學院、欧柏林学院與克里夫蘭音樂學院的榮譽博士，亦是倫敦皇家音樂學院的榮譽成員。